# Magic (dryck)
Natural Magic Energy är en energidryck innehållande fruktos, guarana, ginseng och koffein, marknadsförd av företaget Magic House Sweden AB.